# رومان كوندراتينكو
رومان إيسيدوروفيتش كوندراتينكو ( (الروسية: Роман Исидорович Кондратенко) (مواليد 12 أكتوبر 1857 - وفيات 15 ديسمبر 1904) كان جنرالًا في الجيش الإمبراطوري الروسي اشتهر بخدمته المتفانية في الدفاع عن بورت آرثر أثناء الحرب الروسية اليابانية في 1904-1905.

## سيرة شخصية
وُلد رومان كوندراتينكو في مدينة تفليس (عاصمة جورجيا الآن) وهو الطفل العاشر لرائد عسكري متقاعد من أصل أوكراني . تم إرساله للدراسة في العسكرية في بولوتسك (الواقعة في ما يعرف الآن ببيلاروسيا) بمساعدة أخيه الأكبر، ثم حصل على منحة للدراسة على النفقة العامة. تخرج مع مرتبة الشرف عام 1877، وتمكن من الالتحاق بمعهد نيكولاييف الهندسي، الذي أصبح الآن جامعة الهندسة العسكرية التقنية. حصل على رتبة برابورشيك وهي رتبة روسية عالية قديمة قد تعادل رتبة نقيب، وتم تعيينه على الكتيبة القوقازية الأولى سابر. تم قبول كوندراتينكو في أكاديمية الهندسة العسكرية في عام 1879، و أكمل في عام 1884 الحضور في أكاديمية الأركان العامة. بعد خدمته لبعض الوقت في قسم الهندسة (من1882-إلى1894)، تولى قيادة فوج في عام 1895 وترقي إلى رتبة لواء في عام 1901 وشغل منصب رئيس أركان منطقة آمور العسكرية. في عام 1903، استلم كوندراتنكو قيادة لواء بندقية شرق سيبيريا السابع، ومقره بورت آرثر. تم توسيع اللواء إلى الفرقة السابعة لبندقية شرق سيبيريا، وتمت ترقية كوندراتينكو إلى رتبة ملازم أول.

### الحرب الروسية اليابانية
بعد وصول كوندراتينكو إلى بورت آرثر في عام 1903، أعاد تنظيم وتحسين تحصيناته الضخمة بالفعل على مدى عدة أشهر، متوقعًا الصراع القادم مع إمبراطورية اليابان. بعد بدء حصار بورت آرثر، كان هو روح الدفاعات الروسية، حيث قام شخصيًا بتوجيه جهود القوات المدافعة في أكثر المناطق صعوبة وخطورة، وأشرف على إصلاح التحصينات بسبب أضرار المعركة. نجح كوندراتينكو في صد أربع هجمات يابانية، حيث استخدم بمهارة كل من الجيش وقوات البحرية الروسية الإمبراطورية، وعمل بشكل فعال كثالث في قيادة بورت آرثر، بعد الجنرال أناتولي ستوسيل والملازم الجنرال كونستانتين سميرنوف.
ومع ذلك، في 2 ديسمبر 1904، أصيب بجروح قاتلة عندما أصيب مستودع أسلحة الحصن الذي كان يدافع عنه إصابة مباشرة من نيران هاوتزر اليابانية. بعد ثمانية عشر يومًا فقط من وفاته، استسلم الجنرالات ستوسيل وألكسندر فوك، بورت آرثر لليابانيين.
بعد الحرب، تم نقل جثة الجنرال كوندراتينكو إلى سانت بيتربورغ ودُفن في ألكسندر نيفسكي لافرا. تخليدا لذكرى شجاعة كوندراتينكو، أقام اليابانيون تابوتًا من الجرانيت على الفور.

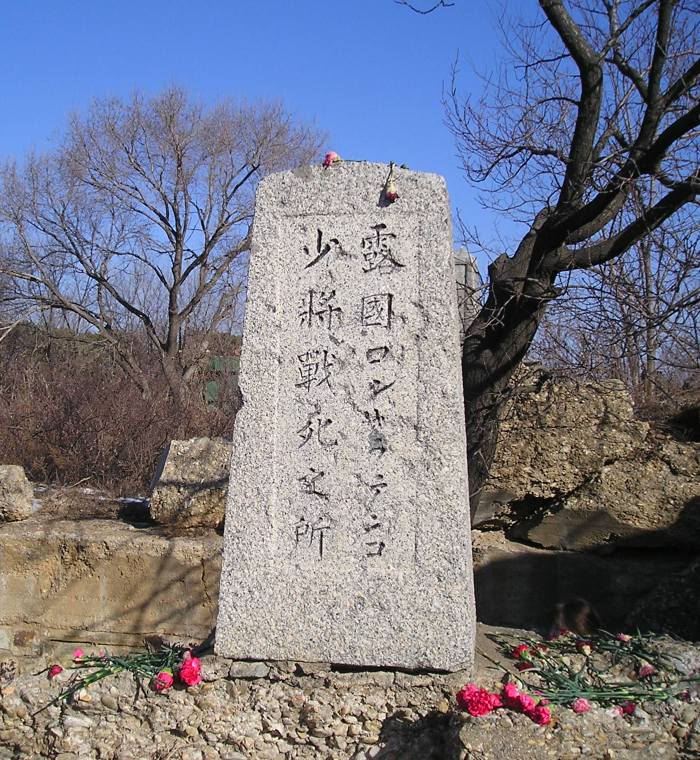
النصب التذكاري الذي أقامه اليابانيون للجنرال كوندراتينكو.

## أوسمة
- وسام القديس ستانيسلاوس من الدرجة الثالثة، 1884.
- وسام القديسة آن الدرجة الثالثة، 1889.
- وسام القديس ستانيسلاوس الدرجة الثانية، 1892
- وسام القديسة آن من الدرجة الثانية عام 1892.
- وسام القديس فلاديمير من الدرجة الرابعة، 1899.
- وسام القديس جورج من الدرجة الرابعة.
- وسام القديس جورج من الدرجة الثالثة.

## ملحوظات
1. 1 2  Ламин, Владимир Александрович, ed. (2009). Историческая энциклопедия Сибири (بالروسية). Новосибирск. ISBN:5-8402-0230-4. QID:Q113559915.{{استشهاد بكتاب}}:  صيانة الاستشهاد: مكان بدون ناشر (link)
2. ↑  Большая советская энциклопедия: [в 30 т.] (بالروسية) (3rd ed.), Москва: Большая российская энциклопедия, 1969, Кондратенко Роман Исидорович, OCLC:14476314, QID:Q17378135
3. 1 2 3  Kowner,  Historical Dictionary of the Russo-Japanese War, p. 188-189.